# Rocky (film)
Rocky är en amerikansk dramafilm som hade allmän biopremiär i USA den 3 december 1976, och regisserades av John G. Avildsen.

## Handling
Rocky Balboa (Sylvester Stallone) är en okänd boxare i Philadelphia. Men ödet griper in då världsmästaren i tungvikt, Apollo Creed (Carl Weathers), utmanar Rocky i en titelmatch. Creed ser det hela som en uppvisningsmatch, men för Rocky som kämpar under namnet The Italian Stallion (Den italienska hingsten) är det livets chans.  Budskapet i Rocky är att alla människor får sin chans, bara de vill och lever upp till sin dröm.

## Rollista (urval)
| Sylvester Stallone | – Rocky Balboa      |
| Talia Shire        | – Adrian Pennino    |
| Burt Young         | – Paulie Pennino    |
| Carl Weathers      | – Apollo Creed      |
| Burgess Meredith   | – Mickey Goldmill   |
| Thayer David       | – George Jergens    |
| Joe Spinell        | – Tony Gazzo        |
| Tony Burton        | – Tony "Duke" Evers |
| Pedro Lovell       | – Spider Rico       |
| Joe Frazier        | – sig själv         |
| Michael Dorn       | – Apollos livvakt   |

## Om filmen
- Rocky regisserades av John G. Avildsen.

- Filmen belönades med tre Oscar-statyetter för bästa film, bästa regissör samt bästa klippning och var en av de första filmerna som använde sig av bildstabiliseringssystemet Steadicam.

- Filmen spelades in på endast 28 dagar och manuset skrevs på 3 dagar.

- Rockys sköldpaddor heter Cuff och Link.

- Sylvester Stallone, som skrev manus, fick kämpa hårt för att få spela huvudrollen som Rocky. När Carl Weathers provläste för rollen som Apollo Creed mot Stallone påstås han efteråt ha sagt; "Lyssna här, läsningen kanske inte gick så bra, men jag kan göra mycket bättre ifrån mig om jag får läsa mot en riktig skådespelare." När man då förklarade för honom att det var Stallone som skulle spela huvudrollen som Rocky kommenterade Weathers detta med; "OK, men han kommer att bli bättre!"

- Stallone slutade röka cigaretter under inspelningen av filmen på grund av att han blev andfådd under träningen.

### Fotnoter
1. ↑  Box Office Mojo, Box Office Mojo film-ID: rocky.[källa från Wikidata]
2. ↑  läs online, www.sfi.se .[källa från Wikidata]
3. ↑  Internet Movie Database, läs online, läst: 14 april 2017.[källa från Wikidata]
4. ↑  läs online, www.e-cinema.com  .[källa från Wikidata]
5. ↑  Box Office Mojo, läs online, läst: 18 februari 2024.[källa från Wikidata]
6. 1 2  The Numbers, läs online, läst: 18 februari 2024.[källa från Wikidata]
7. ↑  ”Rocky” (på engelska). Box Office Mojo. 21 november 1976. http://www.boxofficemojo.com/movies/?id=rocky.htm. Läst 5 september 2016.